# Jochen Missfeldt
Jochen Missfeldt (né le 26 janvier 1941 à Satrup, (Land du Schleswig-Holstein) est un écrivain allemand. Il vit et travaille à Stadum, (Arrondissement de Frise-du-Nord) et à Oeversee, (Arrondissement de Schleswig-Flensbourg).

## Source
- (de) Cet article est partiellement ou en totalité issu de l’article de Wikipédia en allemand intitulé « Jochen Missfeldt » (voir la liste des auteurs).